# Тисимин
Тисимин (исп. Tizimín) — город в Мексике, штат Юкатан, административный центр одноимённого муниципалитета. Численность населения, по данным переписи 2010 года, составила 46 971 человек.

## Общие сведения
Название Tizimín с майяйского можно перевести как: место где тапиры.
Точной даты основания города нет, но известно, что в 1549 году эти земли для Испанской короны покорил капитан Себастиан Бургос.